# گت تپه کش (تپه بزرگ بغل)
گت تپه کش (تپه بزرگ بغل) مربوط به هزاره دوم قبل از میلاد است و در شهرستان بهشهر، روستای کوهستان واقع شده و این اثر در تاریخ ۲۳ فروردین ۱۳۴۶ با شمارهٔ ثبت ۷۴۷ به‌عنوان یکی از آثار ملی ایران به ثبت رسیده است.